# GANVARE!
「GANVARE!」（がんばれ）は、OVA『いつだってMyサンタ!』のマイマイ（声：田村ゆかり）が歌うキャラクターソングのシングル。2005年11月23日、Three Fat Samuraiより発売された。

## 解説
『my saint〜いつだってMyサンタ! BGM&CHARACTER SONGS REMIX』に『GANVARE!』のリミックスバージョンが収録されている。

## 収録曲
1. GANVARE! [4:10]
作詞:森由里子、作曲・編曲:湯川トーベン
2. お願い☆サンタクロース [4:27]
作詞:森由里子、作曲・編曲:湯川トーベン
3. GANVARE! （KARAOKE）
4. お願い☆サンタクロース （KARAOKE）